# Anställd
Anställd, eller arbetstagare (även arbetssäljare), är den person som har ett anställningsavtal med en annan part, som oftast är en juridisk person. Anställning är ett sätt att organisera arbete, där en part, "arbetsgivaren", köper den andres, "arbetstagaren", tid mot att arbete utförs. Utformningen av ett anställningsavtal kan regleras genom lagstiftning, men även genom kollektivavtal mellan en arbetsgivarorganisation och en fackförening. Några vanliga former av anställning i Sverige är tillsvidareanställning, behovsanställning och timanställning.
En förutsättning för få hjälp av en fackförening vid tvister i anställningen, är vanligen att den anställde är medlem i en fackförening. 
En egenföretagare räknas inte som anställd i sin egen firma. En egenföretagare kan sälja sin arbetstid till en annan juridisk person, men då inte i form av en anställning, utan som en tjänst. Egenanställning är namnet på en annan sysselsättningsform som ligger mellan att vara anställd och att vara egenföretagare, och som är vanlig bland konsulter och inom gigekonomin.

## Sverige

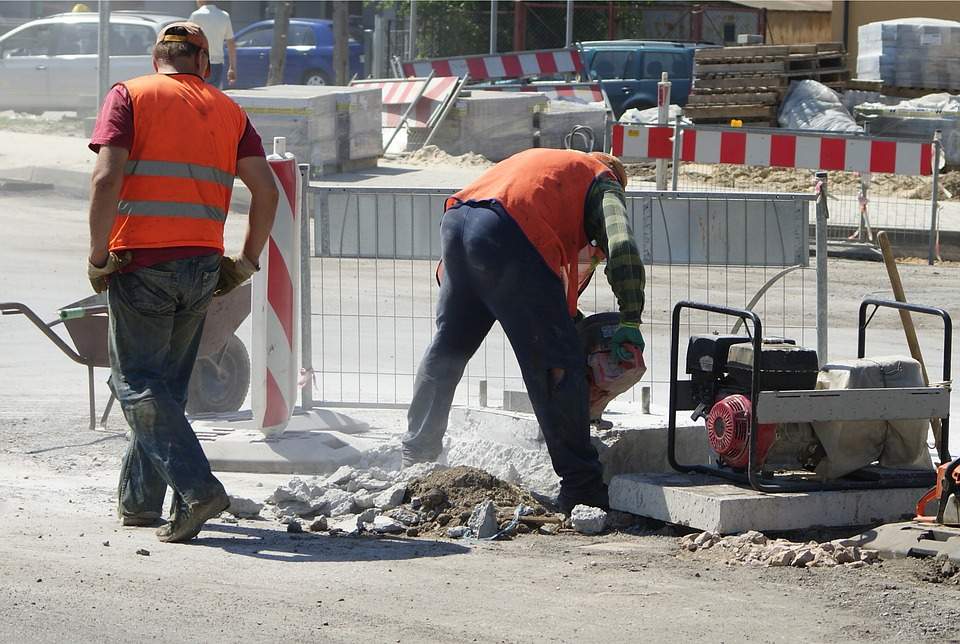
Arbetare under en vägreparation i Stockholm.

I Sverige har kollektivavtal en mycket stor betydelse. De uppfattas av många som en stor hjälp för anställda att hantera de motsättningar som kan uppstå i anställningsförhållandet. 
Rätten att få genomföra förhandlingar med arbetsgivaren är knuten till kollektivavtalen. Den anställde behöver dock inte vara ansluten till den eller de fackliga organisationer som tecknat det lokala kollektivavtalet. Arbetsgivaren kan, om denne så önskar, förhandla med vem den vill, men det är också en åtgärd som kan ge effekter vid tecknande av lokala avtal och så vidare.
Om en egen företagare säljer sin arbetstid som en tjänst, är denna momsbelagd. Trygghetsförsäkringar som ingår i kollektivavtal för de anställda löser en egen företagare individuellt om så önskas. 